# Powellana cottoni
Powellana cottoni är en fjärilsart som beskrevs av Bethune-Baker 1909. Powellana cottoni ingår i släktet Powellana och familjen juvelvingar. Inga underarter finns listade i Catalogue of Life.

## Bildgalleri

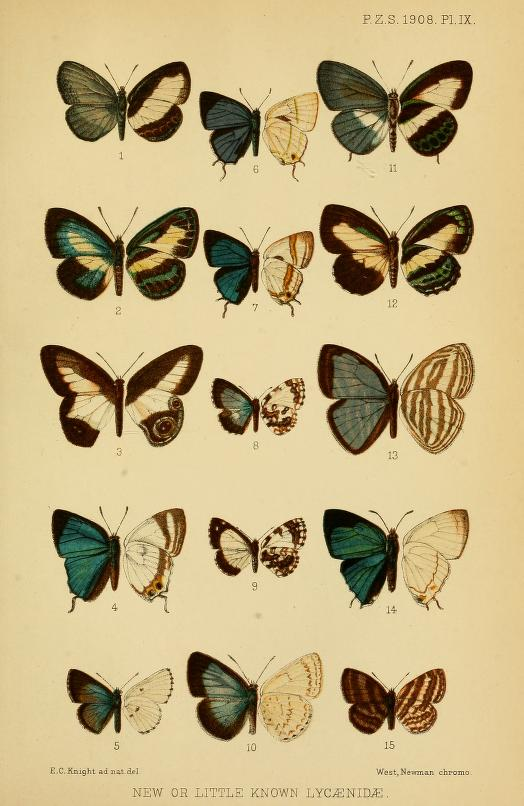